# Tavë kosi
 Tavë kosi (en español "cazuela de leche agria") es el plato nacional de Albania. Es una receta de cordero (ocasionalmente pollo, luego llamado tavë kosi me mish pule) y arroz horneado con una mezcla de yogur y huevos (reemplazando la leche agria original) agregado a un roux (harina de trigo y mantequilla). También es popular en Grecia y Turquía, donde se le conoce como Elbasan tava (en albanés: Tavë Elbasani    o Tava e Elbasanit), que lleva el nombre de la ciudad albanesa de Elbasan. 